# راشيل براون (كيميائية)
راشيل براون (بالإنجليزية: Rachel Fuller Brown)‏ (و. 1898 – 1980 م) هي كيميائية، ومخترِعة أمريكية، ولدت في سبرينغفيلد، توفيت في ألباني، نيويورك، عن عمر يناهز 82 عاماً.

## التعليم
تعلمت في جامعة شيكاغو، وتحصلت منها على دكتوراة في الفلسفة (حتى 1926)، وجامعة هارفارد، وكلية ماونت هوليوك.
راشيل فولر براون (23 نوفمبر 1898 - 14 يناير 1980) كيميائية، اشتهرت لتعاونها الطويل مع عالمة الأحياء المجهرية إليزابيث لي هازين في تطوير أول مضاد حيوي مضاد للفطريات، نيستاتين، أثناء إجراء البحوث لقسم المختبرات والأبحاث في وزارة الصحة بولاية نيويورك. تلقت براون شهادة البكالوريوس من كلية ماونت هوليوك، وشهادة الدكتوراة من جامعة شيكاغو. اختيرت لتكون ضمن قاعة مشاهير المخترعين الوطنية في عام 1994.
نيستاتين، الذي ما زال ينتج حتى اليوم تحت أسماء تجارية مختلفة، لا يشفي مجموعة متنوعة من الالتهابات الفطرية التي يحتمل أن تكون كارثية فحسب، ولكن يستخدم أيضًا لمكافحة مرض الدردار الهولندي في الأشجار وترميم الأعمال الفنية التي تضررت من الماء والعفن.

## السيرة المهنية المبكرة
اشتهر قسم المختبرات والأبحاث، وهو ذراع رئيسي لوزارة الصحة في نيويورك، ببحثه عن العوامل المسببة للأمراض البشرية وإنشاء مضادات مضادة للقاحات. عملت براون فيه لسبع سنوات دون حصولها على الدكتوراه حتى عودتها إلى شيكاغو لحضور اجتماع علمي، وفي تلك الفترة رتبت براون لأخذ امتحاناتها الشفوية وحصلت على درجة الدكتوراة.
في مختبر القسم، ركزت براون على تحديد أنواع البكتيريا التي تسبب الالتهاب الرئوي، والمساعدة في تطوير لقاح الالتهاب الرئوي الذي ما زال يستخدم حتى اليوم. بالإضافة إلى عملها على طرق لتحسين اختبار مرض الزهري.

## اكتشاف المضادات الحيوية الفطرية
العمل علي مضاد البكتيريا والفطريات الذي اشتهرت به لم يبدأ حتى عام 1948. وخلال هذا العام، شرعت براون في مشروع مع إليزابيث لي هازن، وهي رائدة في مجال البحوث المتعلقة بالفطريات والبكتيريا. حقق المشروع في النهاية الاعتراف بالعالمتين، لاكتشافهما مضادًا حيويًا لمكافحة الالتهابات الفطرية.
اكتُشف البنسلين في عام 1928، وفي السنوات التي تلت ذلك، استخدمت المضادات الحيوية بشكل متزايد لمكافحة الأمراض البكتيرية. ومع ذلك، كان أحد الآثار الجانبية أن هذه المضادات الحيوية سمحت بنمو سريع للفطريات، ما قد يؤدي إلى التهاب الفم أو اضطراب في المعدة. كانت الأمراض الفطرية الأخرى دون علاج، بما في ذلك الألتهابات التي تهاجم الجهاز العصبي المركزي، وسعفة القدم، والديدان الحلقيّة، وشكلت مشكلة كبيرة أيضًا خلال هذا الوقت. ومع ذلك، لم تكن الأمراض الفطرية مفهومة جيدًا بعد، ولم توجد أدوية مضادة للفطريات وآمنة للاستخدام البشري. في هذا الوقت، كان الناس على علم بالكائنات الحية الدقيقة التي تسمى أكتينوميسيتيس التي تعيش في التربة والتي كانت معروفة بإنتاج المضادات الحيوية، والتي قتل بعضها الفطريات. ومع ذلك، أثبتت هذه المضادات الحيوية أيضًا أنها قاتلة في الاختبارات التي شملت الفئران المعملية، وبالتالي لا يمكن انتاجها.
كانت الشراكة الناجحة بين هازن في مدينة نيويورك وبراون في الباني، ناجمة جزئيًا عن كفاءة خدمة البريد الأمريكية في الأربعينيات. في مختبرها في مدينة نيويورك، احتفظت هازن بالكائنات الحية التي وجدتها في عينات التربة واختبرت قدرتها على محاربة الفطريات: الكريبتوكوكوس نيوفورمانس، الفطريات المسؤولة عن داء المكورات الخبيثة للمرض المزمن، الذي يصيب الرئتين والجلد وأجزاء الجسم الأخرى مثل الجهاز العصبي المركزي، والمبيضات البيضاء، والتي تسبب داء المبيضات، والتي يمكن أن تكون بسيطة في بعض الحالات (مثل عدوى الخميرة المهبلية)، أو عدوى خطيرة لدى المرضى الذين عولجوا بالمضادات الحيوية واسعة الطيف. كلما وجدت مثل هذا النشاط المضاد للفطريات في استنبات بكتيري معين، كانت ترسله بالبريد إلى براون في برطمان.
في النهاية، عزلت براون العامل النشط في الأستنبات، أو المكون في عينة التربة التي يمكن أن تستخدم لعلاج هذه الأمراض الفطرية. كان هذا قبل أيام الفصل الكروماتوجرافي السائل عالي الأداء وتقنيات الفصل الأخرى، ما يتطلب عملاً دقيقًا بالإضافة إلى قدر كبير من الصبر والأهتمام المضني بالتفاصيل. بعد عزل المكون النشط، كانت براون تعيد العينة إلى هازن في نيويورك، حيث تم اختبارها ضد الفطريات.
تبين أن جميع العوامل التي قتلت فطريات الأختبار تقريبًا كانت شديدة السمية للحيوانات، ما يدل على أنه لا يمكن استخدامها بأمان للعلاج البشري. من بين مئات عينات التربة التي أرسلت إلى هازن وبراون في مختلف أنحاء العالم، عثر على المُستنبت الوحيد الذي كان فعالًا ضد الفطريات وغير قاتل للحيوانات في التربة بالقرب من حظيرة لاثنين من أصدقاء هازن وولتر نورسز، في وقت لاحق، سميت الكائنات الحية الدقيقة المكتشفة في التربة متسلسلة نورسي على شرفهم. أظهرت الأختبارات الكيميائية التي أجرتها براون أن الكائنات الحية الدقيقة في عينة التربة هذه أنتجت مادتين مضادتين للفطريات تسمى الأقسام N وAN. كان القسم N قاتلاً في الاختبارات التي أجريت على الحيوانات، تمامًا مثل المواد الأخرى التي اختبرتها هازن. ومع ذلك، ثبت أن القسم AN آمن في الأختبارات التي أجريت على الحيوانات الحية وكان فعالًا على فطريات كثيرة. ثم حولت براون هذه المضادات الحيوية الثانية إلى بلورات بيضاء صغيرة. أطلق العالمان اسم فونغسيدين على الدواء لأول مرة، ولكن فور اكتشافهما أن الاسم كان قيد الأستخدام بالفعل، غيراه إلى نيستاتين تكريمًا لشعبة ولاية نيويورك للمختبرات والأبحاث.

## نيستاتين
نيستاتين هو عقار مضاد للفطريات من البولين، تتأثر به الكثير الفطريات والالتهابات الفطرية. وكان أيضًا أول مضاد حيوي مضاد للفطريات آمن وفعال في علاج الأمراض التي تصيب الإنسان. لم يقتصر الأمر على علاج العديد من الألتهابات الفطرية الخطيرة في الجلد والفم والحلق والأمعاء، ولكن يمكن أيضًا دمجه مع أدوية مضادة للجراثيم لموازنة آثارها الجانبية. على مر السنين، أثبت نيستاتين فعاليته، ليس فقط في مكافحة الأمراض التي تصيب البشر، ولكنه استخدم أيضًا لوقف نمو الفطريات في الأعمال الفنية التي تضررت من الفيضانات في فلورنسا، إيطاليا. وأظهرت فعاليته في إبطاء انتشار مرض الدردار الهولندي، وهو مرض فطري في أشجار الدردار، ينتشر عن طريق خنفساء الدردار.

### الإعلان والإنتاج
قدمت براون وهازين عملهما في الاجتماع الإقليمي للأكاديمية الوطنية للعلوم في عام 1950. بدأ التقرير اللاحق الذي نشرته صحيفة نيويورك تايمز بموجة اتصالات من شركات الأدوية المهتمة بالإمكانيات التجارية للنيستاتين. كان لقطاع المستحضرات الصيدلانية قدرات التصنيع والقدرة على اختبار المركب على البشر. ومع ذلك، لترخيص المادة، والتحكم في نقاوتها، وحماية المصالح المالية للمطورين، تنازل جيلبرت دالدورف، مدير قسم المختبر الذي عملت فيه هازن وبراون، عن أرباح براءة الاختراع لشركة الأبحاث في نيويورك، وهي مؤسسة غير ربحية أنشئت للنهوض بالعلم. مُنحت رخصة الإنتاج لشركة أدوية بريستول مايرز سكويب، التي طورت طريقة آمنة للإنتاج بالجملة، وأنتجت أول أقراص مخصصة للبيع، مايكوستاتين،  للاستخدام البشري عام 1954.

## السنوات اللاحقة
في عام 1951، رقّت وزارة الصحة والمختبرات براون لتصبح مساعدة مختصة في الكيمياء الحيوية. استمرت براون وهازن في أبحاثهم واكتشفتا مضادات حيوية إضافية هما: فالمسين، كاباسيدين. واصلت الاثنتان العمل عن كثب في تقديم مساهمات طفيفة إضافية في مجال علم البكتريا حتى تقاعدهما.
توفيت براون في الرابع عشر من يناير عام 1980، عن عمر بلغ 81 عامًا في ألباني، نيويورك.

## أعمال بارزة
من أهم أعمالها:
- نيستاتين.[5]

## جوائز
حصلت على جوائز منها:
- جائزة الرائد في الكيمياء [الإنجليزية]‏ (1975)[12]
- القاعة الوطنية للمخترعين المشاهير.